# 廣平郡 (僑郡)
廣平郡，東晉孝武帝時期設置的僑郡。
劉宋大明元年（457年）割襄陽郡西界為該郡實土。寄治今河南省鄧州市東南，下領酇縣（舊屬順陽郡）、比陽縣（舊屬南陽郡）、陰縣（舊屬順陽郡）及廣平縣。南齊永泰元年（497年）為北魏所攻陷，該郡其後時存時廢。